# Alefa
Alefa är ett distrikt i Etiopien.   Det ligger i regionen Amhara, i den nordvästra delen av landet, 400 km nordväst om huvudstaden Addis Abeba.